# Olav Brattegard
Olav Brattegard, född 23 maj 1903 i Sande, Vestfold, död 1978, var en norsk germanist och språkhistoriker.
Brattegard blev filosofie doktor 1945. Han utnämndes 1947 till docent vid universitetet i Oslo och tjänstgjorde från 1951 till 1973 som professor i tysk filologi vid Norges handelshøyskole. Han författade bland annat Die mittelniederdeutsche Geschäftssprache des hansischen Kaufmanns zu Bergen (2 band, 1945–1946), Edvard Edvardsen: Bergen (2 band, 1951–1952) och Wirtschaftslinguistische Studien (1953).